# 北部方面施設隊
北部方面施設隊（ほくぶほうめんしせつたい、JGSDF Northern Army Engineer Troop）は、陸上自衛隊南恵庭駐屯地（北海道恵庭市）に駐屯していた北部方面隊直轄の施設科部隊で2017年（平成29年）3月26日に廃止され第3施設団に再編された。

## 概要
施設群1個、施設隊1個を基幹とした部隊で、隊長は1等陸佐（一）が充てられ南恵庭駐屯地司令を兼務していた。
中期防衛力整備計画 (2005)に基づき2008年（平成20年）3月26日、第3施設団から縮小改編されたが、2017年（平成29年）3月26日、第3施設団の再編に伴い、廃止された。

## 沿革
- 2008年（平成20年）3月26日：第3施設団（南恵庭駐屯地）が北部方面施設隊に改編。

1. 第3施設団本部が隊本部に編成を縮小し、団本部付隊を本部管理中隊に改編。
2. 第13施設群（幌別駐屯地）が第13施設隊に縮小改編。
3. 第301坑道中隊（南恵庭駐屯地）[3]と第302水際障害中隊（幌別駐屯地）が北部方面施設隊の直轄部隊となる。

- 2017年（平成29年）3月26日：第3施設団再編に伴い廃止。

1. 第301坑道中隊が南恵庭駐屯地から上富良野駐屯地に移駐し、新編の第14施設群隷下に編合。
2. 第302水際障害中隊（幌別駐屯地）が再編の第13施設群隷下に編合。

## 廃止時の編成・駐屯地
編成
- 北部方面施設隊本部
- 本部管理中隊「北施-本」
- 南恵庭自動車教習所
- 第12施設群
  - 第12施設群本部
  - 本部管理中隊「12施群-本」
  - 第335施設中隊「12施群-335」
  - 第336施設中隊「12施群-336」
  - 第337施設中隊「12施群-337」
  - 第342施設中隊「12施群-342」
  - 第312施設器材中隊「12施群-312施器」
  - 第302坑道中隊「12施群-302坑」
- 第13施設隊
  - 第13施設隊本部
  - 本部管理中隊「13施-本」
  - 第360施設中隊「13施-360」
  - 第361施設中隊「13施-361」
  - 第383施設中隊「13施-383」
- 第105施設器材隊
- 第301坑道中隊「北施-301抗」
- 第302水際障害中隊「北施-302水」
- 第303ダンプ車両中隊「北施-303ダンプ」

駐屯地
- 南恵庭駐屯地（恵庭市）
  - 隊本部および本部管理中隊
  - 第105施設器材隊
  - 第301坑道中隊
  - 第303ダンプ車両中隊
  - 南恵庭自動車教習所
- 岩見沢駐屯地（岩見沢市）
  - 第12施設群
- 釧路駐屯地（釧路市）
  - 第12施設群（第342施設中隊）
- 幌別駐屯地（登別市）
  - 第13施設隊
  - 第302水際障害中隊
- 倶知安駐屯地（虻田郡倶知安町）
  - 第13施設隊（第361施設中隊）

## 整備支援部隊
- 北部方面後方支援隊第101施設直接支援大隊「101施直支」（南恵庭駐屯地）：2008年（平成20年）3月26日から2017年（平成29年）3月26日の間。
  - 整備中隊「101施直支-整」：北部方面施設隊本部管理中隊、第105施設器材隊、第303ダンプ車両中隊を支援。
  - 第2直接支援中隊「101施直支-2」（岩見沢駐屯地）：第12施設群を支援。
  - 第3直接支援中隊「101施直支-3」（幌別駐屯地）：第13施設隊を支援。

## 歴代隊長
| 代 | 氏名       | 在職期間                        | 出身校・期 | 前職                                     | 後職                                           |
| -- | ---------- | ------------------------------- | ---------- | ---------------------------------------- | ---------------------------------------------- |
| 01 | 浅見憲司   | 2008年03月26日 - 2008年11月30日 | 防大20期   | 第3施設団長 兼 南恵庭駐屯地司令          | 退職（陸将補昇任）                             |
| 02 | 淵之上徹   | 2008年12月01日 - 2011年03月31日 | 防大22期   | 陸上自衛隊研究本部総合研究部 第1研究課長 | 退職（陸将補昇任）                             |
| 03 | 渡邊一弘   | 2011年04月01日 - 2012年07月31日 | 防大23期   | 陸上自衛隊北海道補給処副処長             | 退職（陸将補昇任）                             |
| 04 | 池田安一郎 | 2012年08月01日 - 2013年08月21日 | 防大25期   | 陸上自衛隊施設学校副校長 兼 企画室長     | 第2施設団長 兼 船岡駐屯地司令 （陸将補昇任）   |
| 05 | 諫田保浩   | 2013年08月22日 - 2015年03月31日 | 防大26期   | 陸上自衛隊関東補給処古河支処長           | 退職（陸将補昇任）                             |
| 末 | 鵜居正行   | 2015年04月01日 - 2017年03月26日 | 防大31期   | 西部方面総監部総務部長                   | 第3施設団長 兼 南恵庭駐屯地司令 （陸将補昇任） |